# Азарова, Наталия Михайловна
Ната́лия Миха́йловна Аза́рова (род. 23 сентября 1956, Москва) — русская поэтесса и филолог. Доктор филологических наук (2010).

## Биография
Дочь Михаила Дмитриевича Лемберга, инженера, автора научно-популярных книг. 
Окончила филологический факультет Московского государственного университета. Доктор филологических наук (диссертация «Конвергенция поэтического и философского текстов XX—XXI веков», 2010). Преподавала на кафедре русского языка Московского педагогического государственного университета (МПГУ), в настоящее время главный научный сотрудник Института языкознания Российской Академии наук. В 2007 году организовала междисциплинарный научный семинар «Язык философии», в котором принимали участие филологи и философы. Входит в оргкомитет семинара «Проблемы поэтического языка» в ИРЯ РАН. С 2012 года возглавляет созданный при институте Центр изучения мировой поэзии. Автор монографий «Язык философии и язык поэзии — движение навстречу» и «Типологический очерк языка русских философских текстов» (обе — 2010), вошедших в шорт-лист Премии Андрея Белого в номинации «Гуманитарные исследования». Автор учебного пособия для высшей школы «Текст» и учебника «Поэзия» (2016, в соавторстве с К. М. Корчагиным, Д. В. Кузьминым, В. А. Плунгяном и др.), получившего широкий резонанс и признанного лучшим учебным изданием года на Московской международной книжной выставке-ярмарке.
С оригинальными стихами выступает с 2004 года, в том же году вышла первая книга стихов «Телесное-лесное». Публиковала стихи в журналах «Новый мир», «Воздух», «Волга» и др. Большинство авторских сборников созданы в соавторстве с художником Алексеем Лазаревым. В 2011 году вышла книга избранных стихотворений «Соло равенства» (М.: «Новое литературное обозрение»), также вошедшая в шорт-лист Премии Андрея Белого.
В 2012 году Азарова подготовила и выпустила (к 1300-летию поэта) книгу новых переводов Ду Фу, выполненных с китайского оригинала и отражающих новый, более строгий по методу и более близкий к сегодняшнему поэтическому языку, принцип перевода китайской поэтической классики; книгу дополнил небольшой оммаж в честь Ду Фу — переводы других современных русских поэтов (Мария Галина, Ирина Ермакова, Николай Звягинцев и др.). В 2015 году Азарова опубликовала свой перевод «Морской оды» Фернандо Пессоа, за который была удостоена Премии Андрея Белого. Переводит также новейшую поэзию с китайского и испанского языков.
Выступала также как публикатор стихотворений Геннадия Айги и Анны Альчук.

## Творчество
По поводу поэзии Азаровой Александр Уланов отмечает:

Стихи Наталии Азаровой — на прочной основе рефлексии. Она исследует язык современной поэзии — и современной философии. А один из разделов книги стихов назван «Трактаты». Видимо, таким только и может быть современный поэт — одновременно исследователь, философ и переводчик.

В то же время Кирилл Корчагин указывает, что Азарова «хорошо чувствует опасность расхожей метафизики», и выделяет ряд других значимых аспектов её поэтики: пространственный, бытовой, пейзажный, — резюмируя:

В поэтическом мире Азаровой происходит непрерывное восстановление связности пространства, соединение самых отдалённых его точек.

## Награды и премии
- Международная отметина имени отца русского футуризма Давида Бурлюка[12];
- Премия Андрея Белого (за перевод с португальского «Морской оды» Фернандо Пессоа)[13][14].